# Tacx Pro Classic
La Tacx Pro Classic, denominata dal 2012 al 2015 Ronde van Zeeland Seaports e precedentemente Delta Tour Zeeland, è una corsa in linea di ciclismo su strada maschile che si svolge ogni anno nella provincia della Zelanda, nei Paesi Bassi. Fa parte del calendario dell'UCI Europe Tour in classe 1.1.
Fu creata nel 2008 come corsa a tappe, formula che mantenne fino al 2011. Divenne una corsa in linea dal 2012 in poi. L'edizione del 2016 fu cancellata.

## Albo d'oro
Aggiornato all'edizione 2019.
| Anno                       | Vincitore                                           | Secondo                                             | Terzo                                               |
| Delta Tour Zeeland         | Delta Tour Zeeland                                  | Delta Tour Zeeland                                  | Delta Tour Zeeland                                  |
| -------------------------- | --------------------------------------------------- | --------------------------------------------------- | --------------------------------------------------- |
| 2008                       | Chris Sutton                                        | Robert Wagner                                       | Jeremy Hunt                                         |
| 2009                       | Tyler Farrar                                        | Alessandro Petacchi                                 | Robert Wagner                                       |
| 2010                       | Tyler Farrar                                        | Jos van Emden                                       | Graeme Brown                                        |
| 2011                       | Marcel Kittel                                       | Theo Bos                                            | Jos van Emden                                       |
| Ronde van Zeeland Seaports |                                                     |                                                     |                                                     |
| 2012                       | Reinardt van Rensburg                               | Lars Boom                                           | Gijs Van Hoecke                                     |
| 2013                       | André Greipel                                       | Ramon Sinkeldam                                     | Kenny van Hummel                                    |
| 2014                       | Theo Bos                                            | Ramon Sinkeldam                                     | Michael Van Staeyen                                 |
| 2015                       | Iljo Keisse                                         | Niki Terpstra                                       | Łukasz Wiśniowski                                   |
| 2016                       | non disputato                                       | non disputato                                       | non disputato                                       |
| Tacx Pro Classic           |                                                     |                                                     |                                                     |
| 2017                       | Timo Roosen                                         | Taco van der Hoorn                                  | Dylan Groenewegen                                   |
| 2018                       | Peter Schulting                                     | Dries De Bondt                                      | Jérôme Baugnies                                     |
| 2019                       | Dylan Groenewegen                                   | Elia Viviani                                        | Arvid de Kleijn                                     |
| 2020                       | annullata per la Pandemia di COVID-19 del 2019-2021 | annullata per la Pandemia di COVID-19 del 2019-2021 | annullata per la Pandemia di COVID-19 del 2019-2021 |